# I will breathe a mountain
I will breathe a mountain is een verzameling liederen gecomponeerd door William Bolcom. Het verzoek kwam van de mezzosopraan Marilyn Horne. Zij wilde per se liederen met teksten van dichteressen zingen. Zelf had ze een tekst van Emily Dickinson. Het werd een liederencyclus die in de traditie van de klassieke muziek uit de 20e eeuw past. Bolcom veroorloofde zich hier geen uitstapjes naar andere muziekstromingen.
De titel van het werk is ontleend aan het gedicht Night practice, dat als een berg wordt afgedrukt. 
De liederen zijn:
- Edna St. Vincent Millay: Pity me not beacuse the light of day
- Alice Fulton: How to swing those obbligatos around
- Gwendolyn Brooks: The crazy woman
- Anne Sexton: Just once
- Hilda Doolittle: Never more the wind
- Denise Levertov: The sage
- Marianne Moore: O to be a dragon
- Emily Dickinson: The bustle in a house
- Louise Bogan: I saw eternity
- May Swenson: Night practice
- Elizabeth Bishop: The fish, delen van de tekst zijn weggelaten

Marilyn Horne gaf de première op 26 maart 1991 met Martin Katz achter de piano in de Carnegie Hall in New York. Zij namen het werk zelf op voor RCA Victor.
Er is een uitgave uit 2004 van Naxos met Carole Farley sopraan en William Bolcom piano. 
- (en)  William Bolcom